# Даниловская (Холмогорский район)
Даниловская — деревня в Холмогорском районе Архангельской области.

## География
Находится в центральной части Архангельской области на расстоянии приблизительно 9 км на восток по прямой от районного центра села Холмогоры на юго-восточном берегу острова Куростров в пойме реки Северная Двина.

## История
В 1859 году здесь (тогда деревня Холмогорского уезда Архангельской губернии) было учтено 12 дворов, в 1905 — 20. До 2022 года входила в Холмогорское сельское поселение до его упразднения.

## Население
Численность населения: 65 человек (1859 год), 113 (1905), 16 (русские 100 %) в 2002 году, 10 в 2010.

## Достопримечательности
Шатровая ветряная мельница голландского типа.